# Johnbaumita
La johnbaumita és un mineral de la classe dels arsenats i del grup de l'apatita que cristal·litza en el sistema hexagonal. Va ser anomenada així en honor d'en John Leach Baum (1916-2011) per Pete Dunn, Donald Peacor i N. Newberry. Va ser descoberta i acceptada per l'Associació Mineralògica Internacional el 1980. Va ser trobada per primer cop a la mina Franklin, localitzada al districte miner de Franklin (Nova Jersey), EUA.
Segons la classificació de Nickel-Strunz la johnbaumita pertany a «08.BN - Fosfats, etc. amb anions addicionals, sense H₂O, només amb cations de mida gran, (OH, etc.):RO₄ = 0,33:1» juntament amb els següents minerals: aradita, magganasita, fluorpiromorfita, fluorsigaiïta, fluoralforsita, alforsita, belovita-(Ce), clorapatita, mimetita-M, fluorapatita, hedifana, hidroxilapatita, mimetita, morelandita, piromorfita, fluorstrofita, svabita, turneaureïta, vanadinita, belovita-(La), deloneïta, fluorcafita, kuannersuïta-(Ce), hidroxilapatita-M, fosfohedifana, hidroxilpiromorfita, estronadelfita, fluorfosfohedifana, carlgieseckeïta-(Nd), vanackerita, miyahisaïta, pieczkaïta, hidroxilhedifana, pliniusita, parafiniukita, arctita, krügerita i goryainovita.